# Neutralismo (ecologia)
O conceito de Neutralismo em Ecologia baseia-se na Teoria Neutra da Biodiversidade e Biogeografia de Stephen Hubbell (2001), sobre estruturação de comunidades biológicas, Hubbell teve como base o trabalho Biogeografia de Ilhas (MacArthur & Wilson 1967), os conceitos sobre abundância relativa das espécies (May 1975) e os trabalhos de Preston (1948, 1962, 1980), sobre distribuição e abundância.
Esta teoria apresentada por Hubell é título de sua monografia intitulada "The unified neutral theory of biodiversity e biogeography.", publicada pela universidade de Princeton, é uma hipótese de que todos os organismos, não importando a espécie, apresentam uma equivalência ecológica dentro da comunidade, eles teriam as mesmas propriedades ecológicas  e utilizariam de uma quantidade igual de recursos disponíveis no meio. Seriam competidores potencialmente iguais por tais recursos dentro de uma comunidade, tendo a mesma capacidade de se manterem presentes na comunidade independente de fatores bióticos e abióticos que possam interferir nas interações da dinâmica de uma comunidade.
A hipótese também afirma que uma comunidade local é sempre limitada quanto ao seu número de indivíduos, existindo uma saturação fixa de organismos dentro dela independente do tempo.

## Pressupostos básicos em que Hubbell desenvolveu a TNB (Teoria Neutra da Biodiversidade)
• Igual capacidade de sucesso reprodutivo, sendo todas as espécies iguais em probabilidade de natalidade e morte dos indivíduos.
• Todas as espécies da comunidade utilizariam de uma quantidade igual de recursos disponíveis, existe uma limitação de recursos para cada espécie onde o “somatório-geral” da comunidade seria igual a zero e uma espécie não pode crescer sem que haja diminuição da abundância de outras espécies na comunidade. O total de indivíduos da comunidade nunca altera, sendo sempre constante e a comunidade saturada.
•  A Deriva Ecológica, processos estocásticos  determinam as variações na abundância das espécies dentro da comunidade e não há espécies dominantes sobrepondo  outras na busca por recursos. Com os indivíduos sendo equivalentes entre si, existiria quantidade necessária de recursos disponíveis para cada espécie. A riqueza de espécies locais seria então determinado por um processo de “Random Walk”, isto é, a migração por passeios aleatórios dos indivíduos na comunidade, determinando a capacidade de dispersão das espécies.
Grande parte dos argumentos usados por Hubbell  que o ajudaram a levantar deduções para desenvolver a teoria foram baseados na Teoria Neutra da Evolução Molecular de Kimura M.(1983).
A TNB foi bastante inovadora e também um tanto quanto impactante no meio científico, visto que alguns pesquisadores prontamente não concordaram com algumas principais deduções de Hubbell, as principais controvérsias geradas por críticas são:
•  Existem diferenças morfológicas (principalmente o tamanho) entre os animais da comunidade, o que faz com que seja diferentes probabilidades de Natalidade, morte, migração e sucesso reprodutivo das espécies presentes. Essas diferenças afetariam também o uso de energia total do sistema entre as espécies, sendo assim não haveria quantidade igual de recursos disponíveis entre elas;.
• A abundância total de espécies pode variar muito dentro da comunidade, levando em conta a diferença entre abundância entre diferentes unidades de área dentro da própria comunidade;.
• Estudos mostram que interações entre espécies são muito importante para ao funcionamento da dinâmica de várias populações, regendo também a estrutura da comunidade.
Apesar de ter causado impacto e até certa polêmica na literatura científica o trabalho  Teoria Neutra da Biodiversidade e Biogeografia de Hubbell já foi citado muitas vezes, tornando o seu livro um best seller na literatura dentro da Ecologia e ainda continua  trazendo uma novos insights no entendimento da distribuição da biodiversidade mundial.